# Império Serrano (Guaíba)
Sociedade Esportiva Recreativa Império Serrano é uma escola de samba de Guaíba, Rio Grande do Sul.
De nome inspirado no Império Serrano do Rio de Janeiro, tem como símbolos o leão e a coroa. A escola foi bicampeã do Carnaval de Guaíba em 2010.

## História
Em 2009, com enredo de temática africana, conquistou o título do Carnaval da cidade. Repetiu a conquista em 2010.

## Segmentos

### Presidentes
| Nome         | Mandato | Ref.  |
| ------------ | ------- | ----- |
| Edson Garcia | ? - ?   | [ 3 ] |

### Diretores
| Ano  | Diretor de Carnaval     | Diretor de harmonia | Mestre de bateria | Ref.  |
| ---- | ----------------------- | ------------------- | ----------------- | ----- |
| 2016 | William Marcos (Veinho) |                     |                   | [ 3 ] |

## Carnavais
| Ano  | Colocação   | Grupo | Enredo                                                                                        | Carnavalesco   | Ref.          |
| ---- | ----------- | ----- | --------------------------------------------------------------------------------------------- | -------------- | ------------- |
| 2007 | Vice-campeã | Único | O teatro pede passagem                                                                        |                | [ 7 ]         |
| 2008 | Vice-campeã | Único | Zulu forte como Baobá                                                                         |                | [ 8 ]         |
| 2009 | Campeã      | Único | A união faz a força da nossa Nação Iorubá.                                                    |                | [ 9 ]         |
| 2010 | Campeã      | Único | Carnaval: a grande festa profana                                                              |                | [ 10 ] [ 11 ] |
| 2011 | 3º lugar    | Único | Terra é Guaíba.                                                                               |                | [ 12 ]        |
| 2012 | Vice-campeã | Único | Oi nós aqui traveiz: abre a roda, roda abre que a terra do teatro vem aí.                     |                | [ 2 ] [ 13 ]  |
| 2013 | Vice-campeã | Único | Dizem que eu sou louco, mas eu só quero é voar.                                               | Alvino Machado | [ 1 ] [ 14 ]  |
| 2014 | Vice-campeã | Único | Óia Nóis atuadores da alegria em visita a Belo Monte, a morada de Antônio Conselheiro.        |                | [ 15 ] [ 16 ] |
| 2015 | Vice-campeã | Único | A cada passo a poeira levantando do chão, sou filho do vento e a liberdade é a minha religião |                | [ 17 ] [ 18 ] |
| 2016 | Vice-campeã | Único | Galanga Majestade do Congo Chico Rei do Brasil.                                               |                | [ 3 ] [ 19 ]  |
| 2017 | Vice-campeã | Único | Que papel é esse                                                                              |                | [ 20 ] [ 21 ] |
| 2018 | Vice-campeã | Único | A Revolução das Artes na Semana de 22.                                                        |                | [ 22 ] [ 23 ] |
| 2019 | Vice-campeã | Único |                                                                                               |                | [ 24 ]        |